# Escull de la Trona
Escull de la Trona se situen en uns relleus abruptes al nord-oest de la Plana de Vic que la separen dels altiplans del Lluçanès. En aquests relleus hi ha afloraments d'esculls coral·lins paleògens (bartonians). Són testimonis molt complets de la vida desenvolupada en les plataformes dels mars càlids eocens situats al sud dels Pirineus i contemporanis a la seva estructuració. El màxim desenvolupament dels esculls fou durant el Bartonià (eocè mitjà). L'escull aflorant a la Trona, en la carretera de Sant Hipòlit de Voltregà a Sant Boi de Lluçanès, és un bon exemple dels esculls d'aquest període.
Els trets geològics més rellevants d'aquest geòtop són els següents: ser l'aflorament d'un escull eocènic complet des del seu inici fins al seu final, amb totes les fases de desenvolupament preservades, desenvolupat damunt de gresos d'origen deltaic; el seu sostre està cobert també per gresos d'origen deltaic; l'aflorament actual permet una observació global amb seccions de diferent orientació. La diversitat d'espècies coral·lines que el constitueixen i que són fàcilment observables. També és una mostra de l'elevada biodiversitat del sistema escullós.
L'aflorament se situa en la riba esquerra (nord) del Rec de la Trona, que comença en el Collet de Sant Martí de Sobremunt (municipi de Sant Boi de Lluçanès). Pujant per la carretera que mena de Sant Hipòlit de Voltregà a Sant Boi de Lluçanès (BV-4608) s'assoleix un prier grau conegut com a Pla de Quintanes, després la carretera torna a pujar fort fins a arribar a l'altiplà del Lluçanès. És en aquesta segona pujada on es troba l'escull de la Trona. Es tracta d'un relleu en pujada en què destaquen els plans estructurals formatsper potents estrats de gresos i, en alguns casos, calcàries. Els vessants més suaus estan modelats en margues, gresos margosos i calcàries margoses. La cinglera formada per l'escull mira vers el S, SE i E. i es troba sota una corba de la carretera reforçada amb pedra picada.
La successió estratigràfica està lleugerament basculada vers el nord-oest. Cap al nord i molt a prop es troba el primer plec de l'estructura pirinenca, l'anticlinal de Bellmunt. Vers l'Est es va baixant en la successió terciària que, en aquest sector, descansa directament damunt els material paleozoics estructurats durant l'orogènia Varisca (sector de Sau-Guilleries). La successió estratigràfica que inclou l'escull de la Trona s'acumula en la fase regressiva del segon cicle eustàtic bartonià, a l'Eocè mitja. Dins d'aquesta fase regressiva hi ha intervals transgressius d'ordre menor durant els quals es desenvolupen els esculls coral·lins o plataformes carbonatades amb molts macroforaminífers.

## Accés
La carretera BV-4608 que va de Sant Hipòlit de Voltregà a Sant Boi de Lluçanès mena al mateix costat de l'escull. Cal tenir en compte que els camins permeten accedir al sostre i a la base de l'escull sense cap dificultat. Són afloraments en una vessant amb fort pendent recobert de fragments rocosos inestables.
L'entrada al sector W del geòtop es fa per un camí que surt aproximadament del quilòmetre 9,8, prop del punt en què la carretera creua el Rec de la Trona i en la riba nord del rec. Aquest accés mena a veure fàcilment tota una secció de l'escull situada en el sector occidental. Per accedir al sector oriental cal agafar un camí que surt del mateix revolt de la Trona (aproximadament km 9.6) a la seva part nord. Aquest camí mena al sostre de l'escull i permet baixar a l'antiga pedrera que subministrava la pedra per fer les parets de la carretera en aquest sector. El mateix camí porta a l'extrem nord-est del geòtop on hi ha un grau que facilita el descens fins a la base de l'escull, en el sector oriental. Les parets orientals són les més verticals i hi ha baumes.